# Charles de Vandenesse
Charles de Vandenesse é um personagem da Comédia Humana de Honoré de Balzac. Conde, posteriormente marquês, nasceu em 1789, sendo cinco anos mais velho que seu irmão Félix de Vandenesse, e o favorito dos pais.
Persegue carreira na diplomacia imperial, participando do congresso de Viena e do congresso de Laybach. Durante os cem dias, ele segue o rei Luís XVIII no exílio a Gante.
Em 1818, Madame Birotteau se pergunta se deve convidá-lo ao baile, pois é um dos clientes mais assíduos da perfumaria La Reine des roses.
Em 1819, ele está presente no bailde da Viscondessa de Beauséant, em Le Père Goriot, em que ele faz parte dos impertinentes. Neste mesmo ano, Maxime de Trailles finge ser seu amigo diante de Jean-Esther van Gobseck.
Ele reencontra Julie d'Aiglemont em 1822 no são da Madame Firmiani, e se torna seu amante. Tem, então, trinta anos.
Em 1836, em Béatrix, ele se casa com a viúva do almirante de Kergarouët, Émile de Fontaine.
Julie d'Aiglemont mantém-se intimamente ligada a ele até que ela morra em 1844.
Charles de Vandenesse também aparece em :
- Le Lys dans la vallée ;
- Une fille d'Eve ;
- Le Député d'Arcis ;
- César Birotteau ;
- Les Secrets de la princesse de Cadignan ;
- Le Cabinet des Antiques ;
- Le Contrat de mariage ;
- L'Interdiction ;
- Splendeurs et misères des courtisanes.